# Tecmo World Wrestling
Tecmo World Wrestling (Gekitou Puroresu!!: Toukon Densetsu au Japon) est un jeu vidéo de catch sorti en 1989 sur Nintendo Entertainment System. Le jeu a été développé et édité par Tecmo.

## Système de jeu
Le jeu montre uniquement la partie supérieure du ring ; on peut cependant sortir du ring, et la caméra change alors pour montrer le sol. Le bas de l'écran montre des barres d'endurance pour les deux catcheurs, ainsi qu'un commentateur ; il semblerait que ce jeu soit le premier jeu vidéo, tous sports confondus, avec un commentateur sportif qui commente en continu l'action, parlant des prises effectuées mais aussi de l'état de fatigue des catcheurs. Au Japon, le commentateur s'appelle Yasushi Geki ; aux États-Unis, il s'appelle Tom Talker.
Les boutons de la NES permettent de déclencher un coup de pied ou de point ; s'approcher de son adversaire permet de faire des prises. On peut également appliquer une prise de soumission à son adversaire s'il est au sol, envoyer son adversaire dans les cordes ou dans le coin du ring, et sortir du ring voire sauter sur son adversaire depuis le ring. Lorsque la barre de vie d'un catcheur est à moins de la moitié, il peut réaliser des coups spéciaux plus puissants, ce qui rend alors le jeu plus difficile. Le Tecmo Theater, utilisé dans d'autres jeux comme Ninja Gaiden, est aussi utilisé : la caméra zoome sur les combattants pendant un coup spécial, qui est rendu avec des effets graphiques et de caméra. Le jeu permet de choisir le nom de son catcheur ; il faut également faire un entraînement musculaire avant chaque match pour rendre son catcheur plus puissant.
Il y a quelques différences entre la version américaine et la version japonaise ; la plupart des différences sont d'ordre cosmétique, cependant la version japonaise a un système de mots de passe qui permet de sauvegarder sa progression, ce que n'a pas la version américaine.